# 分類向量量化器
分類VQ (Classified vector quantization , CVQ) ，採用多個編碼簿，每一個編碼簿都是專門用來編碼具有某一類特殊性質的方塊，例如水平方向的邊，垂直方向的邊，完全一致的領域等等。我們可以利用具有區別不同特殊性質的分類器，來選定編碼某一類方塊的編碼簿。

## 概要
使用CVQ的優點是使用許多小型的編碼簿，每一個專門為某一類向量而設計，可以達到和使用單一一個大型編碼簿相當的重建品質，且搜尋時間會小很多。此外，CVQ也可以用在Mean/Residual vector quantization (參見乘碼) 技術的餘值向量上。

## 演算法
第一步：

將原影像切割成大小為n (通常n = 4 x 4 = 16) 且不相重疊的方塊，每一個方塊都經過一個以邊的方向來做分類的分類器，將其歸類為M類當中的一類；這些類別可能包括暗影像方塊 (Shade block，沒什麼明顯梯度的方塊) ，中度範圍方塊 (Midrange block，具有中等梯度但無明顯邊的方塊) ，垂直邊方塊，水平邊方塊，{\displaystyle 45^{\circ }}或{\displaystyle 135^{\circ }}邊方塊，以及混合型方塊 (有邊但方向不清楚)。
第二步：

每一個分類後的方塊向量各以其所屬之編碼簿做編碼。編碼簿的大小可以各有不同，分別為{\displaystyle N_{i}}，{\displaystyle i=1,2,3\ldots ,{M}}，而且每一個方塊在選擇最接近的向量時，也可以採用不同的失真估算函數。整個碼向量數目為 : {\displaystyle N_{c}=\sum _{i=1}^{M}N_{i}\ }。
第三步：

將所選出的碼向量指標送給接收端，接收端則用這些指標解碼。